# Ludmyła Staryćka-Czerniachiwska

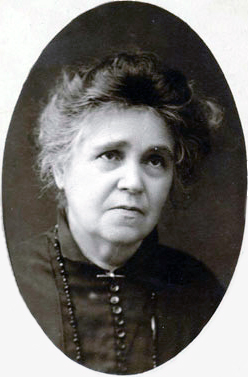
Ludmyła Staryćka-Czerniachiwska w ostatnich latach życia

Ludmyła Mychajliwna Staryćka-Czerniachiwska (ukr. Людмила Михайлівна Старицька-Черняхівська; ur. 17 sierpnia?/29 sierpnia 1868 w Kijowie, zm. 1941 w drodze na zsyłkę do Kazachstanu) – ukraińska pisarka, dramaturżka i tłumaczka, działaczka społeczna.

## Życiorys
Córka pisarza i dramaturga Mychajły Staryćkiego i Sofiji Staryckiej z d. Łysenko, działaczki społecznej i aktorki. Ojciec wychowywał ją i jej siostry Mariję i  Oksanę w takim duchu, by stały się aktywnymi uczestniczkami ukraińskiego życia społecznego. On i jej wuj Mykoła Łysenko dbali, by biegle poznała literacki język ukraiński. Ukończyła prywatne gimnazjum żeńskie Wiery Waszczenko-Zacharczenko w Kijowie. W latach 1888–1893 była związana z kołem literackim Plejada. Po śmierci Mykoły Łysenki stanęła na czele Ukraińskiego Klubu Literacko-Artystycznego w Kijowie. Była faktyczną współautorką dramatu historycznego Bohdan Chmielnicki, opublikowanego w 1897 r. przez jej ojca. Należała do tajnego Towarzystwa Ukraińskich Postępowców, które po rewolucji 1905 r. podjęło walkę o pewien zakres swobód narodowych dla Ukraińców w Imperium Rosyjskim: możliwość posługiwania się językiem ukraińskim w życiu społecznym i w Cerkwi, uznanie filologii ukraińskiej za dyscyplinę naukową. Współtworzyła ukraińskie biblioteki. Podczas I wojny światowej pracowała jako siostra miłosierdzia w szpitalu wojskowym i była członkinią komitetu pomocy Ukraińcom-uchodźcom wojennym w Kijowie.
Po rewolucji lutowej i obaleniu caratu w 1917 r. została wybrana do Ukraińskiej Centralnej Rady. Współpracowała z pismem Literaturno-naukowyj wisnyk. W 1919 r. współtworzyła Narodową Radę Kobiet Ukraińskich, utworzoną w Kamieńcu Podolskim, została również jej wiceprzewodniczącą. Współtworzyła Ukraińskie Towarzystwo Naukowe i Kijowskie Towarzystwo Proswita im. Tarasa Szewczenki. W 1921 r. brała udział w soborze duchowieństwa i świeckich prawosławnych, podczas którego w Kijowie ogłoszono powstanie Ukraińskiego Autokefalicznego Kościoła Prawosławnego.
Pozostała w Kijowie po ostatecznej klęsce niepodległego państwa ukraińskiego i powstaniu Ukraińskiej SRR, jednak kategorycznie odrzucała ideologię komunistyczną. W latach 20. XX wieku pracowała we Wszechukraińskiej Akademii Nauk, pracując nad przygotowaniem pełnego ukraińskiego przekładu Biblii. Prowadziła też swój salon literacki, skupiając wokół siebie twórców ukraińskich. Należała do oficjalnego, państwowego Związku Pisarzy, jednak czuła się w nim obco. Zarabiała, przekładając na język ukraiński libretta oper, m.in. Rigoletta, Aidy, Fausta, Madame Butterfly, Złotego kogucika.
Jesienią 1929 córka Czerniachiwskich Weronika została aresztowana przez GPU w związku z przygotowywanym procesem pokazowym tzw. Związku Wyzwolenia Ukrainy. Sprawa była mistyfikacją i prowokacją GPU wymierzoną w niekomunistyczną ukraińską inteligencję. W styczniu 1930 Weronika została zwolniona z aresztu, Ludmyła zgodziła się bowiem zastąpić córkę na ławie oskarżonych procesu pokazowego i została 15 stycznia 1930 aresztowana przez GPU wraz z mężem Ołeksandrem. Procesowi członków fikcyjnej organizacji w Charkowie w marcu-kwietniu 1930 towarzyszyła kampania propagandowa na wielką skalę. Przed sądem Ludmyła Staryćka-Czerniachiwska i pozostali oskarżeni – wśród nich inni naukowcy związani z Wszechukraińską Akademią Nauk – przyznali się do winy. Została skazana na pięć lat więzienia. Uwolniona 4 czerwca 1930 - karę więzienia dla pisarki i jej męża zamieniono na pięcioletnie zesłanie w Stalino (Doniecku). Pozostawała tam do 1936, zajmując się przekładami, mąż był w tym czasie szefem katedry histologii Akademii Medycznej w Stalino. Weronice jeszcze przed procesem rodziców GPU dało do wyboru wyjazd do Niemiec bez prawa powrotu lub pozostanie w ZSRR, bez możliwości wyjazdu - wybrała drugą możliwość. W 1936 Ludmyła powróciła do Kijowa, gdzie zamieszkała z siostrą Oksaną (również pisarką i tłumaczką). 
Po ataku III Rzeszy na ZSRR, 20 lipca 1941 r. została wraz z siostrą ponownie aresztowana przez NKWD i oskarżona o działalność antyradziecką. Obie siostry wywieziono z Kijowa do Charkowa, następnie wysłano na zesłanie do Kazachstanu. Ludmyła zmarła w drodze, siostra rok później w łagrze. Dokładne miejsce śmierci i pochówku Ludmyły Staryćkiej-Czerniachiwskiej pozostaje nieznane.
11 sierpnia 1989 Sąd Najwyższy USRR zrehabilitował wszystkich skazanych w procesie pokazowym Związku Wyzwolenia Ukrainy, w tym Czerniachiwską.

## Twórczość
Ludmyła Staryćka-Czerniachiwska jest autorką powieści o tematyce historycznej (Het’man Petro Doroszenko, Rozbijnyk Karmeluk, Iwan Mazepa, Myłist’ Boża, Ostannij snip, Tychyj weczir). W dramacie Sapfo opisała dylemat artystki, wyjątkowo utalentowanej poetki, która z powodu społecznych konwenansów musiałaby poświęcić karierę twórczą dla miłości, ale nie potrafi tego zrobić i popełnia samobójstwo. Dramat Kryła z 1913 r. to z kolei historia pisarki, która usiłuje łączyć pracę twórczą z pełnieniem tradycyjnej roli matki i żony. Kwestii kobiecej, prawu kobiet do samorealizacji i aktywnego udziału w życiu publicznym, w tym w walce zbrojnej, poświęciła teksty w almanachu Perszyj winok. Jako jedna z pierwszych w literaturze ukraińskiej podjęła tematy równouprawnienia kobiet i mężczyzn także w rodzinie, relacji rodzinnych, podporządkowania kobiet, wyborów między obowiązkami rodzinnymi a społecznymi i twórczymi. W dramatach historycznych wybierała na swoich bohaterów przedstawicieli kozackich i ukraińskich elit, bojowników o wolność Ukrainy przeciwko dominacji rosyjskiej.
Spisała wspomnienia o ukraińskich poetach, pisarzach i artystach, których znała osobiście, w tym o Łesi Ukraince (która z kolei poświęciła jej wiersz), Iwanie France, Mychajle Kociubinskim, Marii Zańkoweckiej i innych.

## Życie prywatne
Żona Ołeksandra Czerniachiwskiego, lekarza histologa, od 1918 profesora Uniwersytetu Kijowskiego i ukraińskiego działacza społecznego. Ich córka Weronika Czerniachiwska również została pisarką i tłumaczką. W czasie wielkiego terroru w ZSRR w 1938 r. została aresztowana przez NKWD, oskarżona o szpiegostwo na rzecz Niemiec, skazana na śmierć i stracona. Rodzice nie dowiedzieli się o losie Weroniki po jej egzekucji, przekazano im, że została skazana na karę obozu koncentracyjnego w Gułagu; Ludmyła Staryćka-Czerniachiwska bezskutecznie poszukiwała córki w łagrach na Syberii. Prawda o dacie i okolicznościach śmierci Weroniki Czerniachiwskiej została ujawniona w 1990, w zaświadczeniu o rehabilitacji, wydanym przez KGB USRR. 
Siostra Ludmyły Staryćkiej-Czerniachiwskiej Marija była aktorką, druga siostra, Oksana, pisarką.